# Lovci perel
Lovci perel (v originále Les Pêcheurs de perles) je název opery z roku 1863, kterou složil Georges Bizet. Autory libreta jsou Eugène Cormon (vlastním jménem Pierre-Étienne Prestre) a Michel Carré.
Toto dílo je druhou nejznámější Bizetovou operou, po Carmen. Proslulosti ve své době dosáhla především v Evropě ojedinělým použitím motivů indické hudby. Zvláště oblíbený u posluchačů je duet obou hlavních mužských postav.

## Hlavní postavy
- Nadir, lovec (tenor)
- Zurga, lovec (baryton)
- Lejla, kněžka (soprán)
- Nurabad, velekněz (bas)

## Obsah
Lovci perel je opera o třech dějstvích. Její děj se odehrává v neurčitém čase (pravděpodobně v době evropského středověku) na Cejlonu.

### První dějství
Lovci perel na mořském břehu tančí a zpívají, než se vydají na nebezpečný lov. Je mezi nimi i jejich vůdce Zurga, který krátce na to uvítá svého přítele Nadira. Kdysi byli soky v lásce kvůli jedné krásné indické dívce, ale nyní si slibují, že na to zapomenou a budou dále přáteli.
U břehu přistává loďka s kněžkou Lejlou, která se má na skále modlit za zdar lovu. Nadir podle hlasu poznává onu dívku, kterou kdysi on i Zurga milovali. Kněžka skládá obvyklý slib čistoty a sexuální zdrženlivosti během modliteb. Kdyby slib nesplnila, zemře.

### Druhé dějství
Velekněz Nurabad uvádí Lejlu na posvátnou skálu a ještě jednou jí připomíná slib, který dala. Lejla v tu chvíli nepovažuje jeho splnění za problém.
Jakmile ale kněz odejde, na skálu přichází Nadir, připomíná se Lejle a oba se odevzdávají své lásce. Jsou ale překvapeni veleknězem a odsouzeni k smrti.

### Třetí dějství
Zurga nejprve souhlasí s rozsudkem, když ho ale Lejla poprosí, aby její matce odevzdal šperk, který nosí na krku, pozná v ní dívku, která mu v mládí zachránila život. Rozhodne se oběma pomoci k útěku – podpálí vesnici a v nastalém zmatku Lejla a Nadir zmizí.
Nurabad ale vyslechl Zurgův rozhovor s odsouzenci, takže je pro změnu odsouzen k smrti Zurga. Tentokrát je již rozsudek vykonán a Zurga je za spálení vesnice a napomáhání k útěku upálen na hranici.

## Nahrávky
EMI 5 66020-2: Janine Micheau, Nicolai Gedda, Ernest Blanc, Jacques Mars, Orchestr a sbor Komické opery v Paříži, Pierre Dervaux (1960)

EMI 3677022: Ileana Cotrubaș, Alain Vanzo, Guillermo Sarabia, Orchestr a sbor Národní opery v Paříži, Roger Soyer (1977)

EMI CDCB 7 49837 2: Barbara Hendricks, John Aler, Gino Quilico, Jean-Philippe Courtis, Orchestra and Chorus of Capitole de Toulouse, Michel Plasson (1989)